# Jaffator

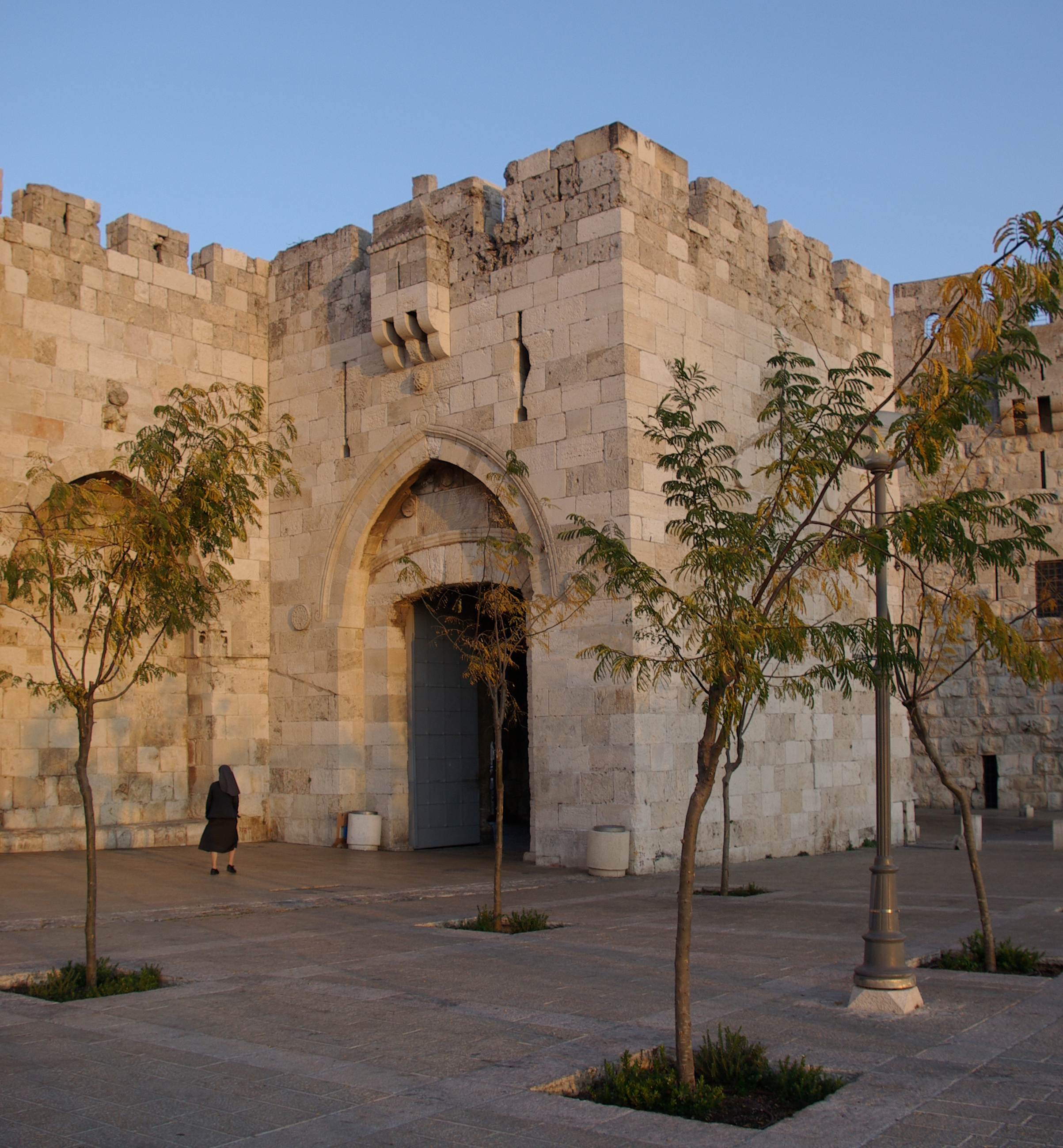
Jaffator, 2008

Das Jaffator (hebräisch שער יפו shaʿar yafo; arabisch باب الخليل bab al-Chalil, DMG bāb al-Ḫalīl ‚Hebron-Tor‘) ist eines der acht Tore in der Stadtmauer der Jerusalemer Altstadt.

## Heutige Namen
Der hebräische Name leitet sich wie beim Damaskustor von der Jerusalem mit Jaffa verbindenden Straße ab, die hier als Jaffa Street die Altstadt verlässt. Inzwischen ist das Neue Tor allerdings der Jaffastraße näher. Der arabische Name des Tors nimmt auf den Weg nach Bethlehem und weiter nach Hebron (arabisch al-Chalīl) Bezug, der ebenfalls an diesem Tor beginnt. Er ist seit dem 16. Jahrhundert üblich; als die Westverbindung Jerusalems Richtung Mittelmeer wichtiger wurde als die Verbindung nach Hebron, kam der Name „Jaffator“ auf.

## Lage
Das Jaffator liegt an der Westseite der Altstadt Jerusalems unmittelbar neben der Davidszitadelle und führt von der Neustadt in das christliche und armenische Viertel. Die Nähe der Zitadelle zeigt, dass dieser Bereich aus topographischen Gründen seit jeher wichtig war und gesichert werden musste. Denn hier verlief ein kleiner Pass, durch den man von Westen kommend zwischen zwei Hügeln ins Jerusalemer Stadttal und damit ins Zentrum gelangte.

## Geschichte

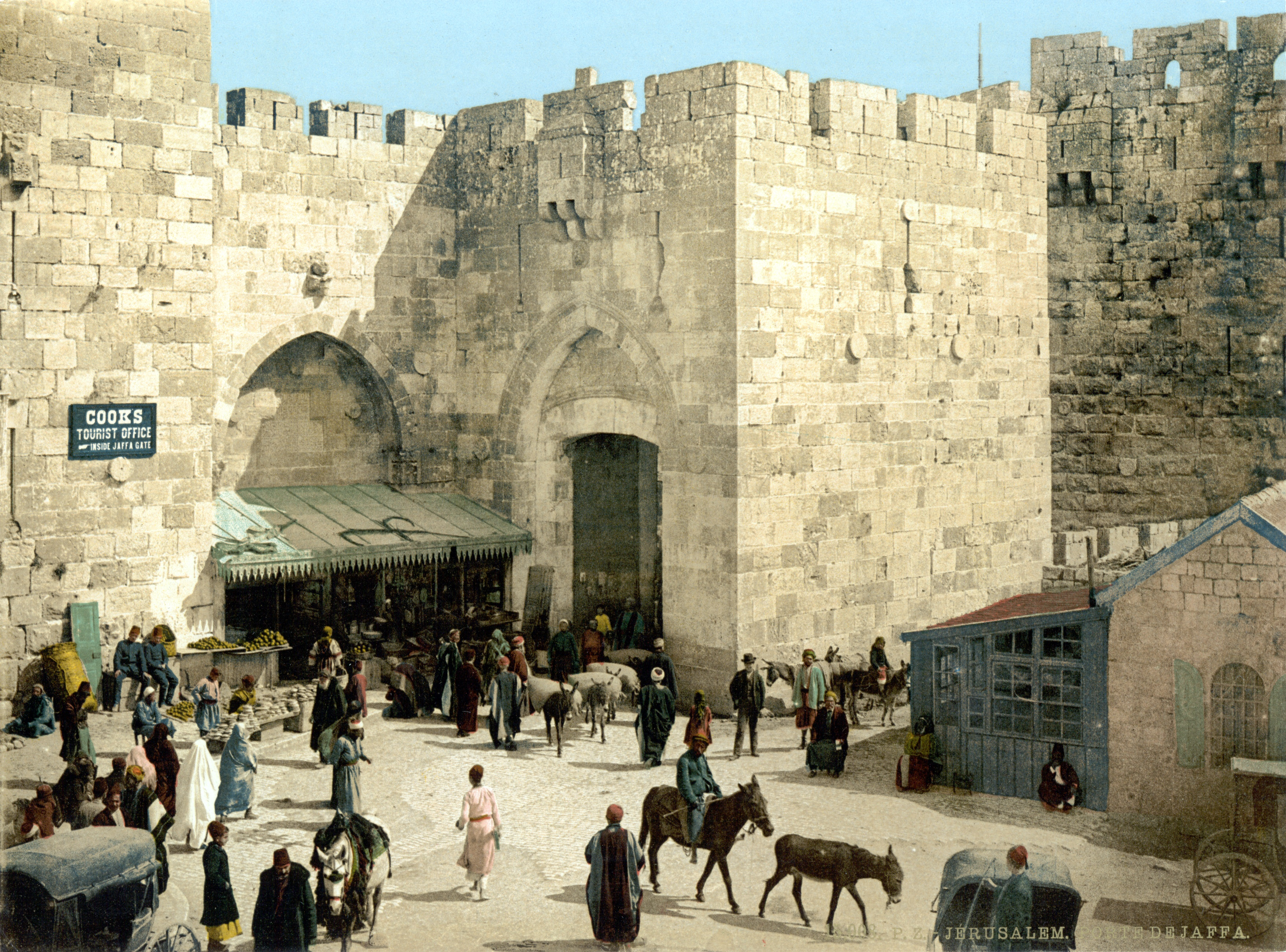
Jaffator vor 1898; zwischen Tor und Zitadelle (im Hintergrund) befindet sich noch das 1898 niedergelegte Mauerstück

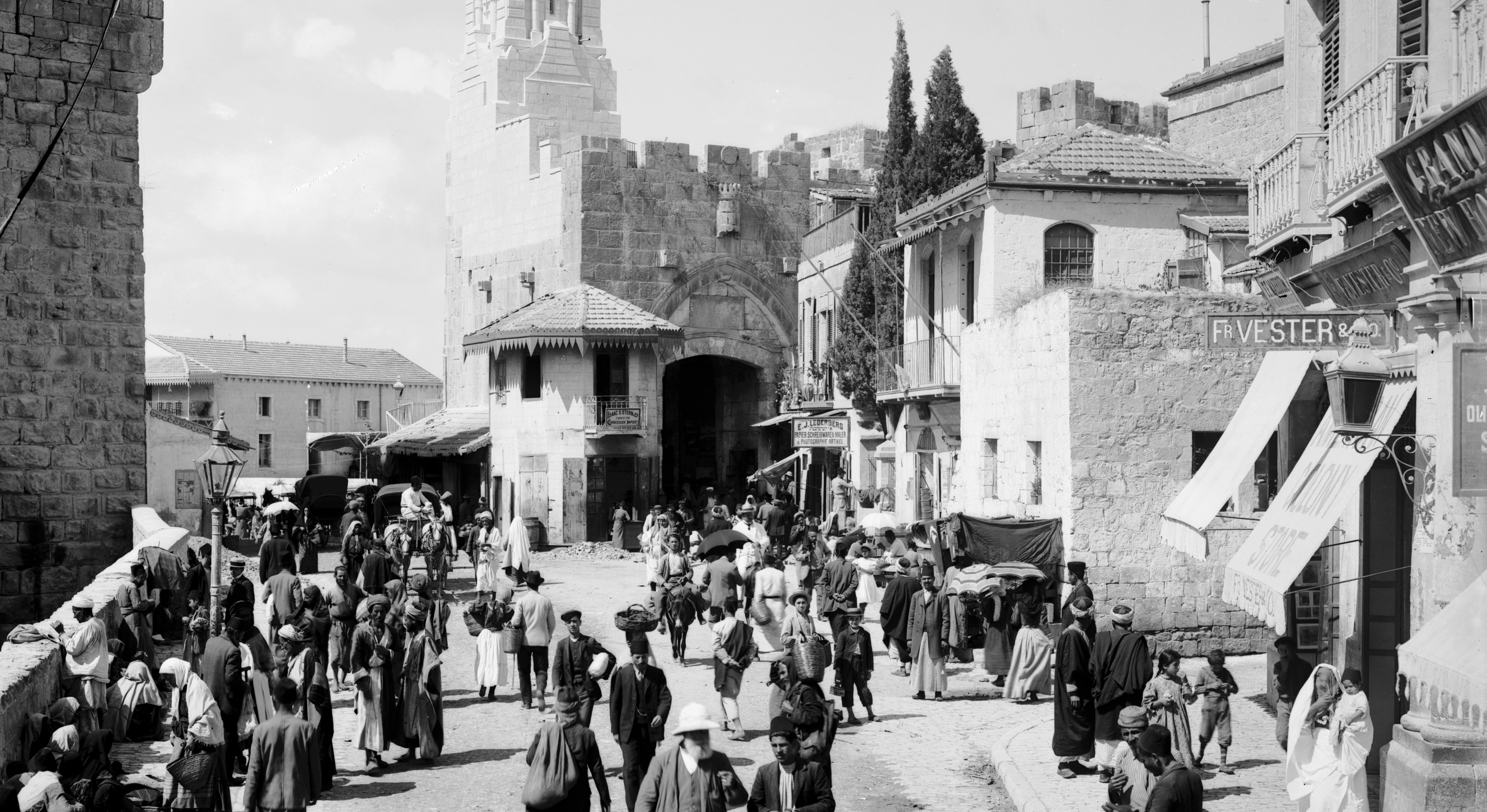
Jaffator von der Altstadt aus gesehen, vor 1914

Eine Toranlage an dieser Stelle ist in den Quellen erstmals für das frühe 6. Jahrhundert n. Chr. belegt; Theodosius erwähnt ein „Turmtor“ (porta Purgu, vgl. altgriechisch πύργος pýrgos „Turm“). Auf der Madaba-Karte (um 600) ist dieses Tor dargestellt. In frühislamischer Zeit hieß das Tor arabisch Bāb Miḥrab Daʾud „Tor der Gebetsnische (Mihrab) Davids“, und die Davidstradition des Tores blieb auch in der Kreuzfahrerzeit konstant (Porta David). Mit dem Bau der Toranlage unter Süleyman I. erhielt das Tor den Namen Bāb al-Ḫalīl „Tor des Freundes“, womit Abraham/Ibrahim als Freund Gottes gemeint ist und dann auch Hebron als die Stadt Abrahams. Der Weg durch das Tor beschreibt eine 90°-Kurve, wodurch Angreifer daran gehindert werden sollten, schnell durch das Tor zu brechen (Knicktor). Die Datierung ist inschriftlich für das Jahr 945 AH bzw. 1538/39 n. Chr. auf dem äußeren und inneren Türsturz sowie an der benachbarten Stadtmauer bezeugt.
In den letzten Jahrzehnten der ottomanischen Herrschaft entwickelte sich der Bereich vor dem Jaffator zu einem wichtigen öffentlichen Raum, da dieses Tor die Verbindung zwischen der Altstadt und den neuen Stadtteilen westlich davon war. Hier war quasi die Schnittstelle von Altstadt und Neustadt. 1896 zog die Stadtverwaltung in ein neues Quartier an der Ecke Mamilla-Straße und Jaffa-Straße. Große Warenhäuser, Banken, Hotels, Konsulate siedelten sich in der Nachbarschaft an.
Sultan Abdülhamid II. ließ 1898 das heutige große und für den Autoverkehr passierbare Tor bauen. Für den Besuch des deutschen Kaisers Wilhelm II. im damaligen Osmanischen Reich wurde ein kleines Stück der Stadtmauer abgerissen, um damit den die Zitadelle umgebenden Graben aufzufüllen: eine wegen des Autoverkehrs notwendige und unabhängig vom Kaiserbesuch geplante Maßnahme, die Wilhelm II., als er davon erfuhr, missbilligte („das soll inhibiert werden, ich hoffe nicht, daß eine solche Barbarei wirklich gemacht wird“). Der Anlass war allerdings Wilhelms II. Wunsch, zu Pferde durch das Jaffator einzuziehen, was nach muslimischer Tradition nur einem Eroberer zustand: Als ehrenvolle Alternative schufen die osmanischen Behörden nun einen Durchlass direkt neben dem Jaffator, den Wilhelm II. für seinen Einritt nutzen konnte.
1906 wurde am Jaffator ein großer Uhrturm errichtet, der wie andere Uhrtürme im osmanischen Reich symbolisch für die Loyalität zum Sultan, verbunden mit der Offenheit für Fortschritt, stand. Schon 1900, anlässlich des 25-jährigen Regierungsjubiläums Abdülhamids II., war am Jaffator ein repräsentativer öffentlicher Brunnen (Sabil) gebaut worden.
Unter Cemal Pascha war der Platz vor dem Jaffator der öffentliche Raum, wo Demonstrationen, Paraden und Hinrichtungen stattfanden. So wurde der Durchmarsch osmanischer Truppen auf dem Weg zur ägyptischen Front im Dezember 1914 als große Demonstration der Loyalität inszeniert, jüdische Zimmerleute unter Leitung von Boris Schatz hatten ein „Ehrentor“ errichtet. Repräsentanten der verschiedenen Religionsgemeinschaften und der städtischen Elite fanden sich am Jaffator ein, um die Truppen zu empfangen. Ein Prominenter, der am Jaffator erhängt wurde, war der Mufti von Gaza, Ahmed ʿAref al-Husayni. Häufig wurden Deserteure am Jaffator erhängt, z. B. am 30. Juni 1916 zwei Juden, zwei Christen und ein Muslim.

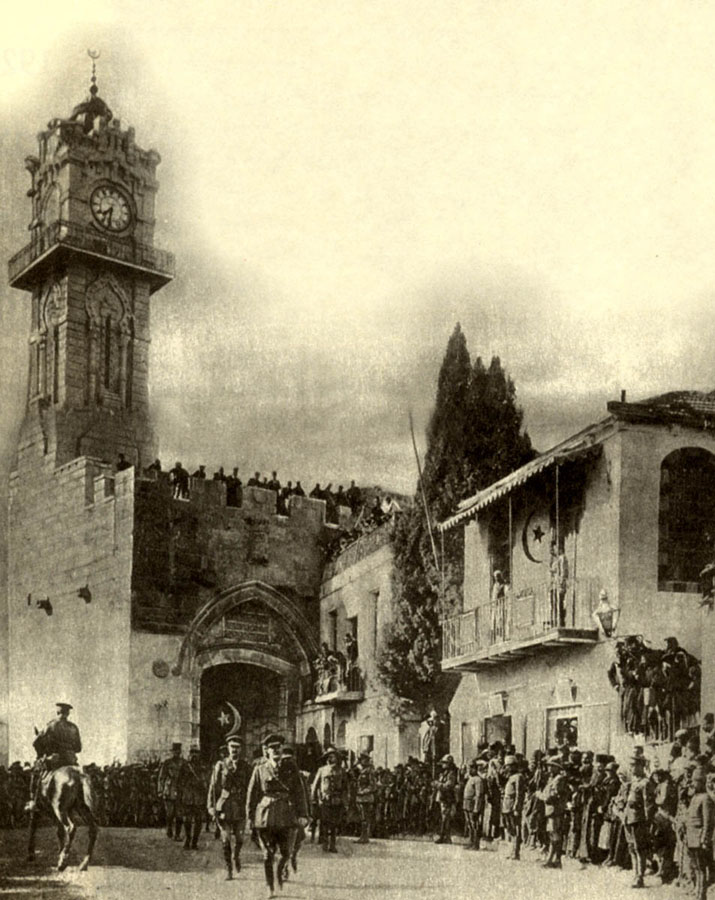
Allenbys Einzug durch das Jaffator

Als der britische General Edmund Allenby am 9. Dezember 1917 die Stadt betrat, gingen 400 Jahre osmanischer Herrschaft über Jerusalem zu Ende, und wieder war das Jaffator die Kulisse, um diesen Machtwechsel zu inszenieren. Allenby legte Wert darauf, seinen Einzug in die Stadt als Gegensatz zum Besuch Kaiser Wilhelms II. zu gestalten. Er ließ Pferde und Automobile hinter sich und durchschritt das Tor zu Fuß. Damit drückte er seinen Respekt vor der Heiligen Stadt aus. Am Jaffator wurde er vom Militärgouverneur begrüßt und setzte sich an die Spitze einer Prozession aus britischen Offizieren, französischen, italienischen und US-amerikanischen Repräsentanten sowie Angehörigen der Picot-Mission, die sich zur Zitadelle begab, wo eine Proklamation in mehreren Sprachen zum künftigen Status Jerusalems verkündet wurde.
Sir Ronald Storrs ließ als Gouverneur Jerusalems den osmanischen Brunnen und den Uhrturm am Jaffator 1921 und 1922 entfernen.
Während des Palästinakriegs versuchte David Shaltiel als Generalmajor der Hagana, den Verlust des umkämpften Jüdischen Viertels der Altstadt am 17. Mai 1948 noch abzuwenden, indem er von zwei Seiten einen Angriff auf die Altstadt vorbereitete: eine Abteilung der Harel-Brigade sollte den Zionsberg erobern und durch das Zionstor in die Altstadt eindringen; vier Züge der Etzioni-Brigade sollte das Jaffator stürmen. Diese Aktion wurde für die Etzioni-Brigade zu einem Desaster. Ihr Angriff auf das Jaffator verzögerte sich durch verschiedene Schwierigkeiten bis zum Abend des 18. Mai, und mittlerweile war die arabische Seite vorbereitet. Sämtliche Pioniere wurden getötet oder verwundet, bevor sie auch nur das Tor erreichten, und die Etzioni-Brigade war unter schwerem Beschuss nur noch damit beschäftigt, die Verwundeten von dem offenen Platz vor dem Jaffator zu bergen. Immerhin ermöglichte der gescheiterte Angriff aufs Jaffator der Harel-Brigade, in einem Überraschungsangriff den Zionsberg einzunehmen. Durch den Verlauf der Grünen Linie nach dem Waffenstillstandsabkommen von 1949 wurde das Jaffator funktionslos, da sich außerhalb der Stadtmauer das Niemandsland anschloss, eine Zone, die ab 1962 auch mit Stacheldraht, Landminen und anderen Hindernissen gesichert war.

## Galerie

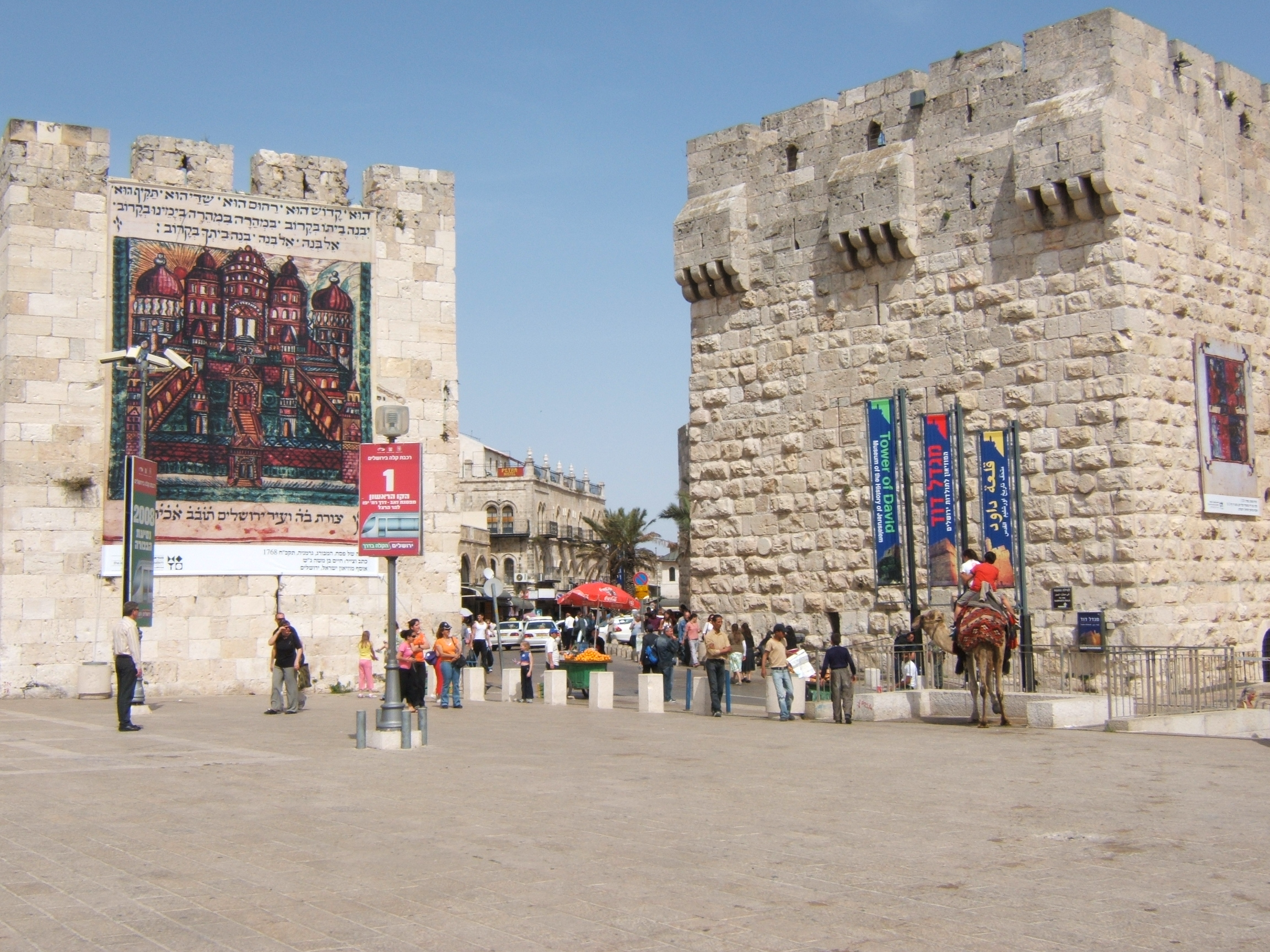
Kilometer Null Israels
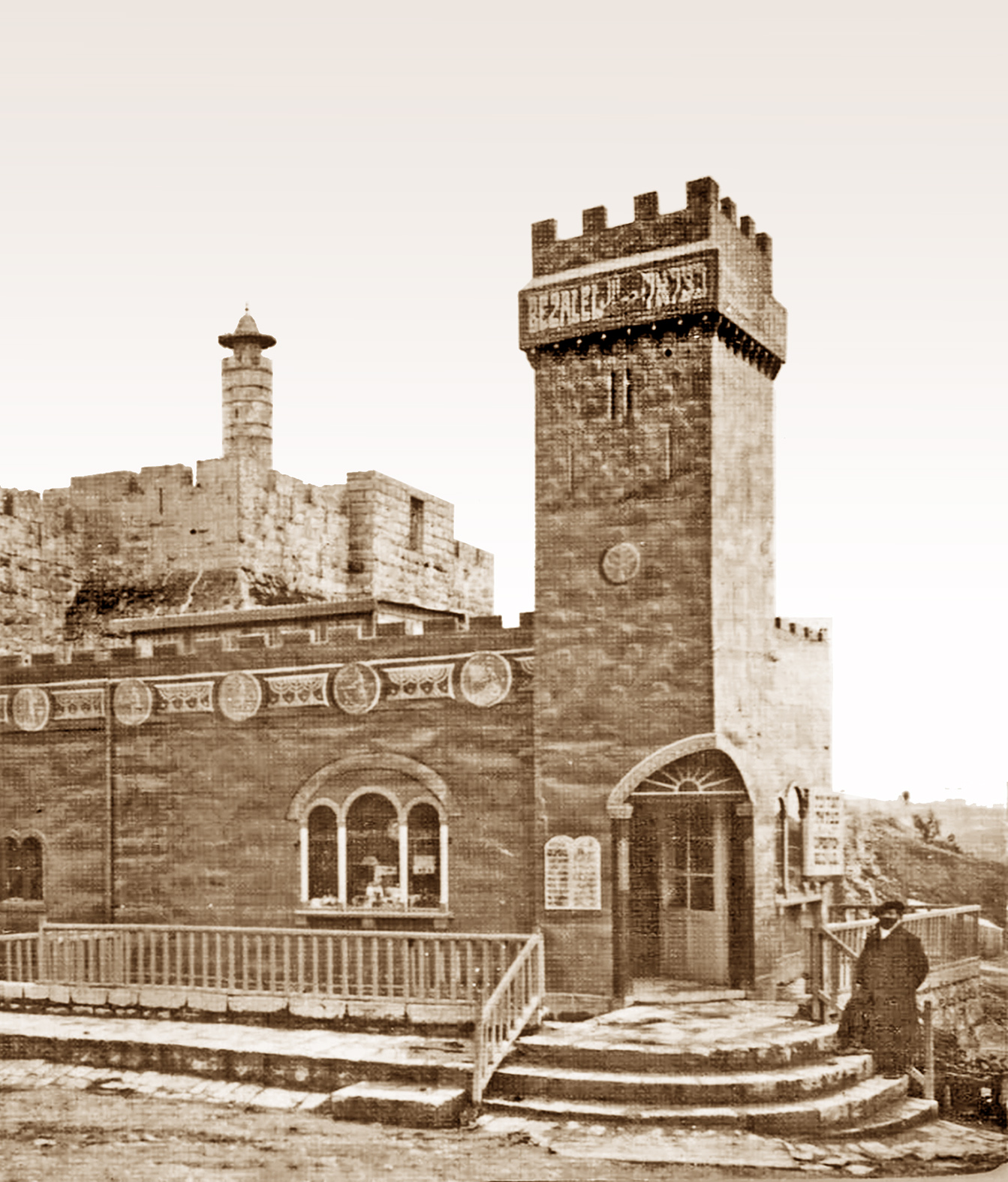
Bezalel-Pavillon
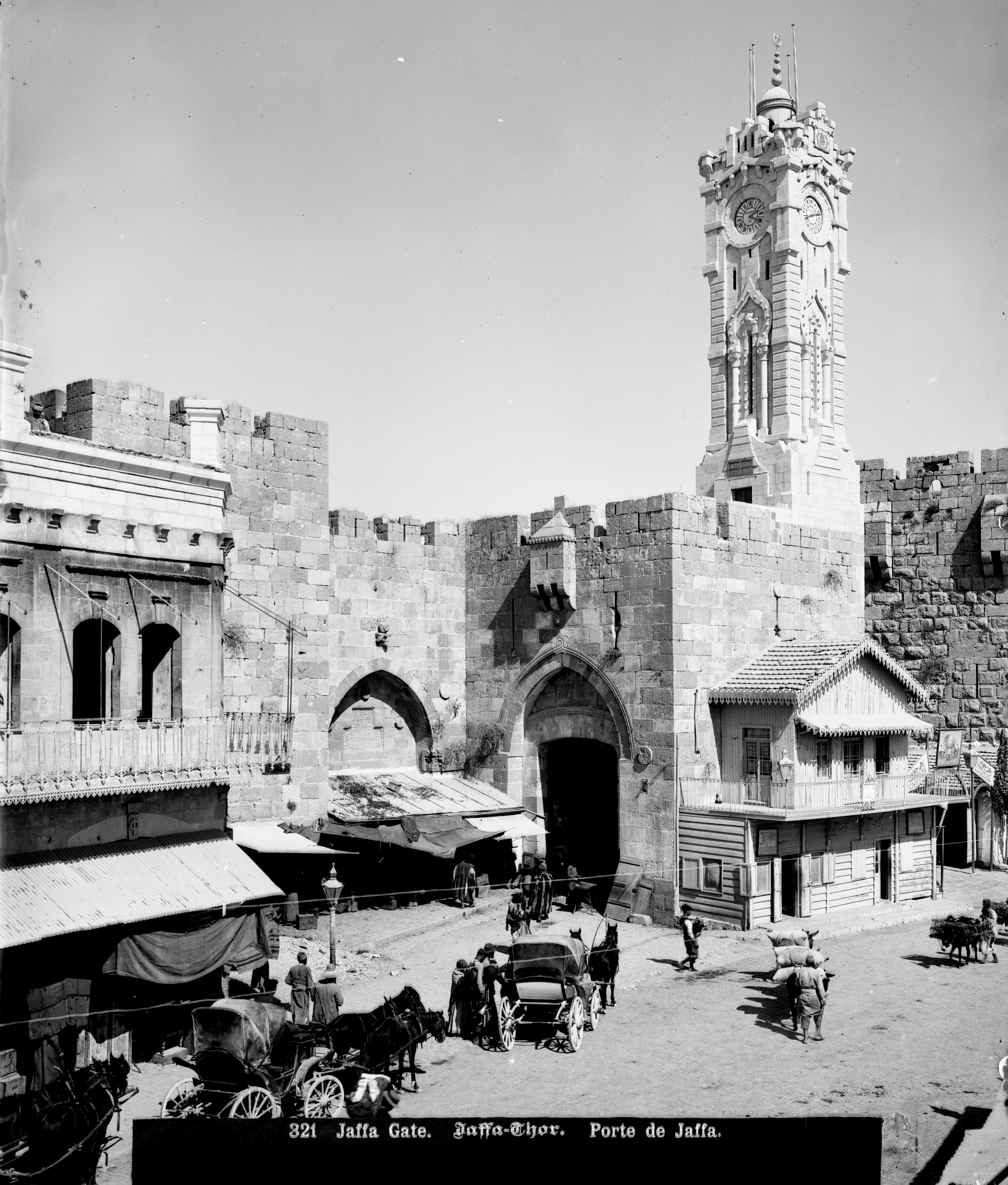
Osmanischer Uhrturm am Jaffator
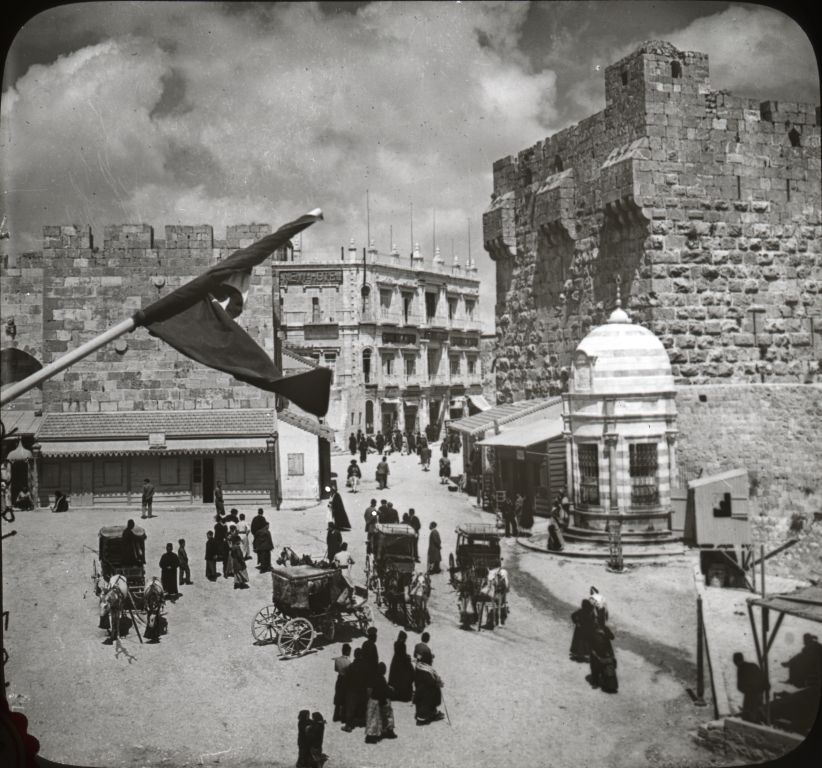
1898 geschaffene Straße zwischen Tor und Zitadelle